# Culicoides maculatus
Culicoides maculatus är en tvåvingeart som beskrevs av Tokuichi Shiraki 1913. Culicoides maculatus ingår i släktet Culicoides och familjen svidknott. Inga underarter finns listade i Catalogue of Life.